# Фельдман, Дмитрий Зайвелевич
Дми́трий Зайве́левич Фе́льдман (род. 22 марта 1962 года) — глава Администрации города Рубцовска.

## Биография
Фельдман Дмитрий Зайвелевич родился 22 марта 1962 года в г. Рубцовск Алтайского края.

Окончил Рубцовский машиностроительный техникум, отслужил в армии.
- В 1993 году окончил Рубцовский завод-ВТУЗ — филиал Алтайского политехнического института им. И. И. Ползунова; специальность: инженер-механик автомобиле- и тракторостроения[1].
- Свою трудовую деятельность начал на Алтайском тракторном заводе в качестве слесаря механосборочных работ в 1980 году. Работал также старшим техником-конструктором, инженером-конструктором[1].
- Затем работал начальником планово-экономического отдела ОАО «Алттрак», заместителем директора по экономике и финансам ОАО «Алттрак»[1].
- Работал[когда?] заместителем Главы Администрации города, первым заместителем Главы Администрации города Рубцовска[1].
- С 16 февраля 2017 года решением Рубцовского городского Совета депутатов назначен Главой Администрации города Рубцовска[1].
- С 28 декабря 2017 года решением Рубцовского городского Совета депутатов Фельдман Дмитрий Зайвелевич избран Главой муниципального образования город Рубцовск Алтайского края[1][2].
- С 28 декабря 2022 года решением Рубцовского городского Совета депутатов Алтайского края вновь избран Главой муниципального образования город Рубцовск Алтайского края[3].